# IDEmøbler
IDEmøbler var en dansk kæde af møbelhuse. Kæden blev grundlagt i 1969 og bestod af 41 butikker (pr. januar 2010) i Danmark, Island, Grønland og Færøerne.
Oprindeligt var IDEmøbler et samarbejde mellem en gruppe møbelhandlere, der så en fordel i at slutte sig sammen om fælles indkøb og markedsføring, men allerede i 1975 omdannedes samarbejdet til en frivillig kæde. Omsætningen rundede i 1999 ca. 1,2 mia. kr. Kæden blev i 2007 omdannet til en kapitalkæde, der ejedes delvist af kapitalfonden Axcel. IDEmøblers moderselskab hed i en længere periode IDdesign A/S, der udover IDEmøbler drev ILVA i Danmark og Sverige, samt IDdesign i Europa og Mellemøsten. I 2019 blev kæden sammenlagt med ILVA.

## Ekstern henvisning
- Officiel hjemmeside